# Susanne Scharras
Susanne Scharras (* 11. Februar 1965 in Staufen im Breisgau) ist eine ehemalige deutsche Fußballspielerin, welche zumeist im Mittelfeld eingesetzt wurde.

## Karriere

### Verein
Ihre Vereinskarriere verbrachte sie in Hamburg. Erst war sie beim Sport-Club Hamm aktiv und wechselte schließlich zur Saison 1987/88 zum SC Poppenbüttel, hier war sie mit ihrer Mannschaft Gründungsmitglied der zunächst zweigleisigen Bundesliga. Bis zur Auflösung der Abteilung im Jahr 1992, spielte sie für den Verein.

### Nationalmannschaft
Für die deutsche Nationalmannschaft kam sie das erste Mal bei einer 1:4-Niederlage gegen Norwegen zum Einsatz. In dieser Partie stand sie von Anfang an auf dem Platz und wurde schließlich zur zweiten Halbzeit für Christel Klinzmann ausgewechselt. Ein weiteres Mal kam sie im selben Jahr dann am 26. August noch einmal bei einer 1:3-Niederlage gegen Italien zum Einsatz. Diesmal wurde sie wiederum in der 46. Minute für Klinzmann eingewechselt. Auf ihren nächsten Einsatz sollte sie dann noch einige Jahre warten dürfen. Dieser fand am 1. April 1987 bei einem 3:1-Sieg über die Niederlande statt, bei welchem sie zur zweiten Hälfte den Platz von Andrea Haberlaß einnahm. Ein paar Monate darauf fand schließlich auch ihr letzter Einsatz für die deutsche Auswahl statt. Am 4. September gewann die Mannschaft mit 5:0 über Island. Diesmal saß sie bis zur 50. Minute auf der Bank und wurde ab da für Sissy Raith eingewechselt.